# Paroedura androyensis
Paroedura androyensis — вид геконоподібних ящірок родини геконових (Gekkonidae). Ендемік Мадагаскару.

## Поширення й екологія
Paroedura androyensis поширені на півдні острова Мадагаскар. Вони живуть у сухих і прибережних лісах, серед скель. Зустрічаються на висоті від 40 до 100 м над рівнем моря.

## Збереження
МСОП класифікує цей вид як вразливий. Paroedura androyensis загрожує знищення природного середовища.